# روپیندر پال سینگ
روپیندر پال سینگ (انگلیسی: Rupinder Pal Singh؛ زادهٔ ۱۱ نوامبر ۱۹۹۰) بازیکن هاکی روی چمن اهل هند است.
این بازیکن دارای 1/94 متر قد و وزنی 93 کیلوگرمی است . این بازیکن در تیم های آی او بی و دهلی وورایدرز حضور چشم گیری نیز داشته است
یکی از افتخارات وی ، دریافت مدال برنز در بازی های المپیک تابستانی در سال 2020 بوده است
وی همچنین توانسته است مدال طلای بازی های آسیایی سال 2014 و برنز سال 2018 را نیز دریافت کند